# Mycovellosiella cajani
Mycovellosiella cajani är en svampart. Mycovellosiella cajani ingår i släktet Mycovellosiella och familjen Mycosphaerellaceae.

## Underarter
Arten delas in i följande underarter:
- indica
- trichophila
- cajani